# Johannes Siberg
Johannes Siberg (ook Joannes Sieberg) (Rotterdam, 14 oktober 1740 - Batavia, 18 juni 1817) was een Nederlands koloniaal ambtenaar die, na ingetrouwd te zijn in de invloedrijkste kringen van Nederlands-Indië, snel opklom in het bestuurlijk systeem.
Na directie functies op Sumatra en Java te hebben bekleed, werd hij raad van Indië en uiteindelijk van 1801 tot 1805 gouverneur-generaal van Nederlands-Indië.

## Jeugd en vroege carrière
Johannes Siberg ging in 1758 als konstabelsmaat naar zee. Op Java aangekomen klom hij op binnen de rangen van de VOC: In 1776 had Siberg de hoge positie van opperkoopman bereikt. Kort nadat hij getrouwd was met de dochter van de (latere) gouverneur-generaal Willem Alting vertrok hij naar Padang waar hij de functie van gezaghebber had gekregen. In 1780 werd hij benoemd op de inbrengende gouverneurspost van Java's noordwestkust, een positie die hij tot 1787 behield. Vanaf 1782 was Siberg buitengewoon lid en vanaf 1791 gewoon lid van de Raad van Indië: Van dit college was zijn schoonvader gouverneur-generaal Alting president. Teruggekeerd in Batavia werd hij benoemd tot president van de Schepenbank van die stad en tot kolonel van de plaatselijke schutterij.

## Commissaris-generaal
De vierde Engelse oorlog (1780-1784) had grote gevolgen voor Nederland. In Azië gingen belangrijke handelsposten op de Coromandelkust in zuidelijk India verloren en vooral het recht dat de Engelsen verwierven om ongehinderd in de Indische archipel te kunnen handelen betekende een gevoelige slag voor het handelsmonopolie van de VOC. De militaire nederlagen die de Nederlanders hadden geleden verminderden bovendien het aanzien van de Nederlandse kolonisator onder de inlandse vorsten. Vanuit Nederland werd een tweetal 'commissarissen-generaal' naar Indië gestuurd om de gouverneur-generaal bij te staan in de nieuwe situatie en om bestuurlijke hervormingen door te voeren. Bij hun aankomst in Batavia bleek de beoogde commissaris-generaal die naast de G-G als 'Indisch' lid deel zou uitmaken van de 'Hoge Commissie' te zijn overleden. Geheel tegen de instructie die deze commissie mee had gekregen in wist gouverneur-generaal Alting te bewerken dat zijn schoonzoon Johannes Siberg de vrijgekomen plek innam. Dit leidde ertoe dat, terwijl in Europa een revolutionair bewind een meer democratische bestuursvorm invoerde, er in Nederlands-Indië tegelijkertijd één kliek, de familie Alting-Siberg steeds meer de dienst uitmaakte. Nadat de Fransen in 1795 Nederland hadden veroverd werden bovendien ook nog de Commissie-Generaal en de Raad van Indië samengevoegd tot een 'gecombineerde vergadering' iets dat de belangenverstrengeling binnen deze familie alleen nog maar meer versterkte.

## Gouverneur-generaal
In 1801, na het overlijden van Pieter Gerardus van Overstraten, werd Johannes Siberg in diens plaats tot waarnemend gouverneur-generaal van Nederlands-Indië benoemd. Deze benoeming van een typische regent werd een jaar later vanuit Nederland door de democratische regering van de Bataafse Republiek bevestigd. Gedurende zijn regeringsperiode kwamen Sibergs karaktertrekken ('driftig, heerszuchtig en onbetrouwbaar') nog duidelijker naar voren: Den Haag was ver weg en hij liet niets na om de eigen portemonnee te spekken. In 1805, nadat hij was beschuldigd van knoeierijen met papier- en zilvergeld, werd hij uit zijn functie ontheven. Maar ook na zijn ontslag als G-G bleef Siberg, die in Batavia bleef wonen en een vooraanstaand lid van de zogenaamde Oudgastenpartij was, tot zijn dood op 18 juni 1817, invloed uitoefenen op zijn opvolgers. De latere gouverneur-generaal (invoerder van het Cultuurstelsel op Java) en minister van koloniën Johannes van den Bosch was in het begin van zijn koloniale carrière als adjudant toegevoegd aan Johannes Siberg.
Gouverneur-generaal van de VOC

Both · 
Gerard Reynst · 
Reael · 
Coen · 
Carpentier · 
Coen · 
Specx · 
Brouwer · 
Van Diemen · 
Van der Lijn · 
Carel Reyniersz · 
Maetsuycker · 
Rijcklof van Goens · 
Speelman · 
Camphuys · 
Van Outhoorn · 
Van Hoorn · 
Van Riebeeck · 
Van Swol · 
Zwaardecroon · 
De Haan · 
Durven · 
Van Cloon · 
Patras · 
Valckenier · 
Thedens · 
Van Imhoff · 
Mossel · 
Van der Parra · 
Van Riemsdijk · 
De Klerk · 
Alting

 

Gouverneur-generaal van staatswege

Van Overstraten · 
Siberg · 
Wiese · 
Daendels · 
(Britse interventie: Raffles en Fendall) · 
Van der Capellen · 
De Kock · 
Du Bus de Gisignies · 
Van den Bosch · 
Baud · 
De Eerens · 
Van Hogendorp · 
Merkus · 
Jan Reijnst · 
Rochussen · 
Duymaer van Twist · 
Pahud · 
Prins · 
Sloet van de Beele · 
Prins · 
Mijer · 
Loudon · 
Van Lansberge · 
s'Jacob · 
Van Rees · 
Pijnacker Hordijk · 
Van der Wijck · 
Rooseboom · 
Van Heutsz · 
Idenburg · 
Van Limburg Stirum · 
Fock · 
De Graeff · 
De Jonge · 
Tjarda van Starkenborgh Stachouwer
- Biografisch Portaal: 77337896
- Digitale Bibliotheek voor de Nederlandse Letteren: sibe006
- International Standard Name Identifier: 0000 0004 5285 2563
- Virtual International Authority File: 317290852
- WorldCat: E39PCjKh9dWgxmDr6QjHywCdBd